# Кабанбай-батыр
Кара́кере́й Кабанба́й-баты́р Кожагулулы (каз. Қаракерей Қабанбай батыр Қожағұлұлы; настоящее имя — Ерасыл; 1692, гора – Токта-Барлык (ныне – Уржарском районе Абайской области) — 1770, Сарыарка – Акмолинская область (ныне – Астана)) — национальный герой Казахстана, казахский государственный деятель, батыр и полководец эпохи Абылай-хана. Главнокомандующий армиями трех казахских жузов, не потерпевший ни одного поражения в своей военной карьере. Каракерей Кабанбай был организатором многолетней борьбы казахов за независимость и национальное единство.

## Биография
Родился в 1691 году в семье батыра Кожагула, имя при рождении — Ерасыл — «благородный верный». Происходит из ветви Байжигит рода Каракерей племени Найман. Подростком получил прозвище Нарбала, то есть «рослый юнец». В юности на берегу озера Зайсан убил копьём напавших на людей диких кабанов, после чего получил прозвище Кабанбай.
Когда в казахские степи вторглись джунгарские завоеватели, погиб отец Кабанбая и тот посвятил жизнь борьбе с джунгарами. Сражался в Аягозском и Булантинском сражениях. Во главе казахских отрядов Кабанбай вместе с другими батырами Богенбай-батыром и Ер-Жанибеком освобождал от джунгаров города Сайрам, Ташкент, территорию Восточного Казахстана.
Герой казахского национально-освободительного движения. Начинал карьеру с рядового бойца, постепенно поднимаясь по лестнице военной иерархии: командир отряда (жузбасы), полка (мынбасы), крупных соединений (туменбасы), В 1723 году Кабанбай был назначен начальником обороны священного города Туркестан, столицы Казахского ханства. Руководил армиями Среднего жуза в ряде сражений. 
Последний башкирский хан Карасакал жил у Кабанбая, до своей смерти в 1749 году.
У Кабанбая было семеро сыновей:  Умбетай, Кишкентай, Сырымбет, Едыге, Байток, Мойнак и Али.
Кабанбай батыр погиб на 78-году жизни после поединка с киргизским батыром по имени Карабек, в котором одержал победу.  
Похоронен в 17 км к югу от города Астана. Возле его мавзолея находится Национальный пантеон Казахстана.

## Оценки исследователей
Востоковед и историк Машхур Жусуп Копеев говорил: «У казахов не было батыра как Каракерей Кабанбай» (то есть, «не было подобных ему батыров»).

## Книги
- Зейнолла Санник и Бисенгали Садыкан. «Кабанбай батыр», изд. Урумчи (СУАР, Китай), 1987.
- Дастан (героическая поэма) «Кабанбай-батыр», двухтомник, изд. «Халык», Урумчи (СУАР, Китай), 1989.
- Кабдеш Жумадилов. Историческая дилогия «Дарабоз» (книга первая — изд."Шабыт", 1994, книга вторая — изд."Жазушы", 1996).
- Кабдеш Жумадилов «Дарабоз» (ист. роман-дилогия) на русском языке, изд. «Сөздік», 1999.
- Камал Абдрахманов. «Қан батыр Кабанбай» (2001), «Каракерей Кабанбай» (2006), «Толегетай ата»(2007) и «Өкірес шал» (2010)[5].
- Шакен Кумисбайулы. «Кабанбай Каракерей» (серия «Знаменитые люди Востока»), Алматы, изд. «Аруна», 2007.

## Память
- О Кабанбай-батыре были сочинены исторические эпосы (жыр) «Ер Кабанбай»[6], Кисса Кабанбай и др.
- В 1991 году был построен историко-краеведческий музей, которому в 1993 году присвоили имя знаменитого батыра. Музей занимает общую площадь в 518,1 кв. метров. Площадь экспозиции составляет 311 кв. метров. Экспонаты фонда представлены шестью залами: «Независимый Казахстан», «Природа края», «Археология», «Кабанбай батыр», «Край в годы Великой Отечественной войны» и «Этнография». Общее количество экспонатов 1 061 предметов. Местонахождение. Алматинская область, Алакольский район, село Кабанбай, ул. Абылай хана 186.
- В 2000 году создан «Мавзолей Кабанбай-батыра» в сельском округе Кабанбай-батыра Целиноградского района Акмолинской области в 20 км южнее столицы[7]. Сооружение построено в виде воинского шлема[8].
- 20 октября 2000 года вышло Постановление Правительства Республики Казахстан № 1576 «О присвоении имён и переименовании организаций образования и культуры, а также воинской части Республики Казахстан» в котором отдельным пунктом было прописано, что Невельскому Краснознамённому механизированному соединению (в/ч 05325) присваивается имя Кабанбай батыра[9]. Действительное наименование в/ч 10810, дислоцированного в г. Аягоз, Абайской области на данный момент — 11-я танковая бригада имени Кабанбай-батыра (11-шi Қабанбай батыр атындағы танк бригадасы).
- В 2002 году в Ушарале Алматинской области был установлен первый в Казахстане конный памятник Кабанбай батыру[10].
- В 2004 году в Семипалатинске (Семей с 2007 года) был открыт конный памятник Кабанбай батыру[11], а через год и музей народного героя.
- В 2006 году в парке Киикты на площади Атакой в Стамбуле установлен памятник Кабанбай батыру по проекту азербайджанского скульптора Руги[12].
- В 2008 году бронзовый памятник Кабанбай батыру на вздыбленном коне был открыт в Талдыкоргане. Памятник построен на средства общественного фонда «Дарабоз», созданного в апреле 2007 года специально для сбора средств на создание данного монумента[13].
- В 2010 году конный памятник Кабанбай батыру был воздвигнут в Туркестане (Шымкентская область)[14].
- В 2012 году конный памятник Кабанбай батыру возведён на народные средства в местности Богас Тарбагатайского района ВКО[15].
- В 2014 году в Усть-Каменогорске был установлен бронзовый конный памятник Кабанбай батыру высотой 6 метров, с пьедесталом — 13 м[16]